# 조지 해리슨: 물질 세계에서의 삶
《조지 해리슨: 물질 세계에서의 삶》(George Harrison: Living in the Material World)은 2011년 개봉한 미국의 조지 해리슨에 관한 다큐멘터리 영화이다. 조지 해리슨을 비롯해 폴 매카트니, 링고 스타, 에릭 클랩튼, 올리비아 해리슨, 다니 해리슨, 패티 보이드 등 실제 인물 본인들이 출연해 조지 해리슨과의 이야기들을 풀어낸다.

## 출연진
- 닐 아스피날
- 존 바함
- 제인 버킨
- 패티 보이드
- 에릭 클랩튼
- 레이 쿠퍼
- 밥 딜런
- 테리 길리엄
- 무쿤다 고스와미
- 다니 해리슨
- 올리비아 해리슨
- 해리 해리슨
- 아이린 해리슨
- 루이스 해리슨
- 폴라인 해리슨
- 피터 해리슨
- 데이먼 힐
- 에릭 아이들
- 아서 켈리
- 짐 켈트너
- 아스트리드 커처
- 폴 란자닉
- 제프 린
- 조지 마틴
- 폴 매카트니
- 게리 무어
- 고든 머레이
- 오노 요코
- 로이 오비슨
- 톰 페티
- 빌리 프레스턴
- 켄 스콧
- 라비 샹카르
- 필 스펙터
- 링고 스타
- 재키 스튜어트
- 조앤 테일러
- 클라우스 부어만
- 개리 라이트
- 조지 마틴

## 제작
2001년 조지 해리슨 사망 이후 다양한 영화 제작사들이 미망인 올리비아 해리슨을 찾아와 남편의 후기 삶을 영화에 담자고 제안해왔다. 그녀는 영상을 통해 해리슨의 삶 전체를 아우르는 이야기를 전달하고 싶었기 때문에 거절했다. 스코세이지와 면담한 이후 그녀는 승인을 내렸고, 영화 프로젝트에 프로듀서로 참여하게 되었다.
스코세이지는 자신이 프로젝트에 끌린 이유를 이렇게 말했다. "그 주제는 날 떠나는 일이 없었어요 ... 당신이 물질 세계에 계속 있을 수록 더 많은 평온을 바라게 되고, 당신을 맴도는 정신적 요소로부터 방해받지 않고 싶어하죠. 그의 음악은 내게 아주 중요했어요. 그러니 그의 예술가로서의 삶에 흥미가 생겼죠. 영화는 하나의 모험입니다. 우리도 잘 알지 못해요. 그저 묵묵히 길을 걷는 것이죠." 한편 스코세이지는 자기 고백도 했다. "나는 《All Things Must Pass》를 처음 들은 순간을 절대 잊을 수 없다. 그것은 대성당으로 들어가는 기분이었다. 조지는 영적으로 깨어 있는 음악을 만들고 있었고, 우리 모두 그것을 듣고 느꼈다. 이 영화를 만들자는 제안을 받았을 때, 나는 뛸 듯이 기뻤다."
2008년과 2009년 사이 스코세이지는 《셔터 아일랜드》와 다큐멘터리 작업을 병행했다. 스코세이지와 편집자 데이비드 테데스치, 그리고 소규모 집단이 5년을 걸쳐 인터뷰, 음악, 영상 클립, 사진, 수집품을 발굴했다. 스코세이지는 "조지 해리슨의 노래들, 잡지, 앨범 커버의 이미지들, 텔레비전 출연 영상, 뉴스릴 영상, 리처드 레스터의 영화 등을 모두 살펴보았다"고 말했다. 다큐멘터리는 2011년 10월 2일 리버풀에서 개최된 파운데이션 포 아트 앤 크리에니티브 테크놀로지에서 초연되었다. 이 영화는 HBO에서 두 파트로 나뉘어 각각 2011년 10월 5, 6일에 미국과 캐나다에서 방영했다. 그리고 BBC Two의 《아레나》에서도 같은 형식으로 하여 2011년 11월 12, 13일 영국에서 방영했다.

## 수상과 평가
다큐멘터리는 좋은 평가를 받았다. 음악 평론 사이트 《로튼 토마토》에서는 35개의 평가를 기반으로 86%의 신선도를 기록했다. 씨네21의 정한석은 "《조지 해리슨》은 상영시간의 부담이 없는 영화다. 오히려 길어서 더 재미있는 이야기다. 무엇보다 이 작품이 스코시즈가 연출한 한편의 전기영화이자 음악다큐라는 사실은 우리에게 믿을 만한 보증수표와 같다. 음악 다큐의 명작 《노 디렉션 홈: 밥 딜런》을 보고 만족했던 관객이라면 《조지 해리슨》을 보고도 만족할 가능성이 높다."고 평가했다. 같은 사이트의 전문가 평점은 평균 7점이다. 오마이뉴스의 정민숙은 "마틴 스콜세지 감독 덕분에 더운 여름 날 오후에 내 인생에 대해서도 다시 한 번 되짚어보게 됐다. 이 멋진 다큐영화를 상영하는 곳이 매우 적다는 사실이 아쉽지만, 비틀즈를 사랑한다면, 그들의 음악을 사랑한다면 놓치지 말고 보라고 권한다."고 호평했다.
다큐멘터리는 프라임타임 에미상의 최우수 논픽션 스페셜과 논픽션 프로그램 부문 최우수 감독상(마틴 스코세이지)에서 수상했다. 또한 최우수 촬영상, 카메라 편집상, 소리 편집상, 소리 믹싱상에 후보로 올랐다.